# (37438) 2599 P-L
2599 P-L (asteroide 37438) é um asteroide da cintura principal. Possui uma excentricidade de 0.13069520 e uma inclinação de 7.02631º.
Este asteroide foi descoberto no dia 24 de setembro de 1960 por Cornelis Johannes van Houten e Ingrid van Houten-Groeneveld e Tom Gehrels em Palomar.